# Bing Russell
Bing Russell (5 de maio de 1926 – 8 de abril de 2003) foi um ator e proprietário do clube de basebol norte-americano. Era o pai do ator indicado ao Globo de Ouro Kurt Russell e avô do ex-jogador da liga principal de Basebol Matt Franco.

## Vida pessoal
Russell nasceu em Brattleboro, Vermont, filho de Ruth Stewart (nascido Vogel) e Warren Oliver Russell. Ele sempre quis se tornar um ator e estudou teatro na Brattleboro High School. Quando um menino, ele foi apelidado de um mascote oficial do New York Yankees, tornando-se bons amigos com os gostos de Lefty Gomez e Joe DiMaggio.

## Carreira
Russell fez sua estreia no filme Patrol Cavalaria, e teve alguns papéis sem créditos em seu início de carreira.
Mais conhecido como o deputado Clem Foster em Bonanza (1959) e Robert no The Magnificent Seven (1960), ele estrelou em episódios de várias séries televisivas.
Em 1963, ele foi escalado como John Quigley, um mafioso de Chicago, no episódio "Cinco Os ingressos para o inferno" da série antológica de Jack Webb na CBS, GE True. Na linha da história, Quigley viaja para Chihuahua, no México, onde ele rouba a casa da moeda de US $ 500.000 e mata sete homens na prática do crime.